# Maison-atelier de Jean-François Millet
Ne doit pas être confondu avec Maison natale de Jean-François Millet.
La maison-atelier de Jean-François Millet est une maison, devenue le musée Millet, situé à Barbizon, en France. Elle est inscrite aux monuments historiques depuis 1947.

## Situation et accès
L'édifice est situé aux no 27 de la Grande Rue, vers le centre du village de Barbizon. Plus largement, il se trouve dans le département de Seine-et-Marne, en région Île-de-France.

## Histoire
Le musée dans cet ancien atelier du peintre Jean-François Millet ouvre ses portes en 1923. Pour l'année 2019, on y recense 15 000 visiteurs dont la moitié d'étrangers. Pendant le premier confinement lors de la pandémie de Covid-19, le musée ferme du 17 mars à début juin 2020.

## Structure
Le musée s'étend sur plusieurs salles : l'atelier en lui-même, la salle à manger, la cuisine et la galerie L'Angélus.

## Statut patrimonial et juridique

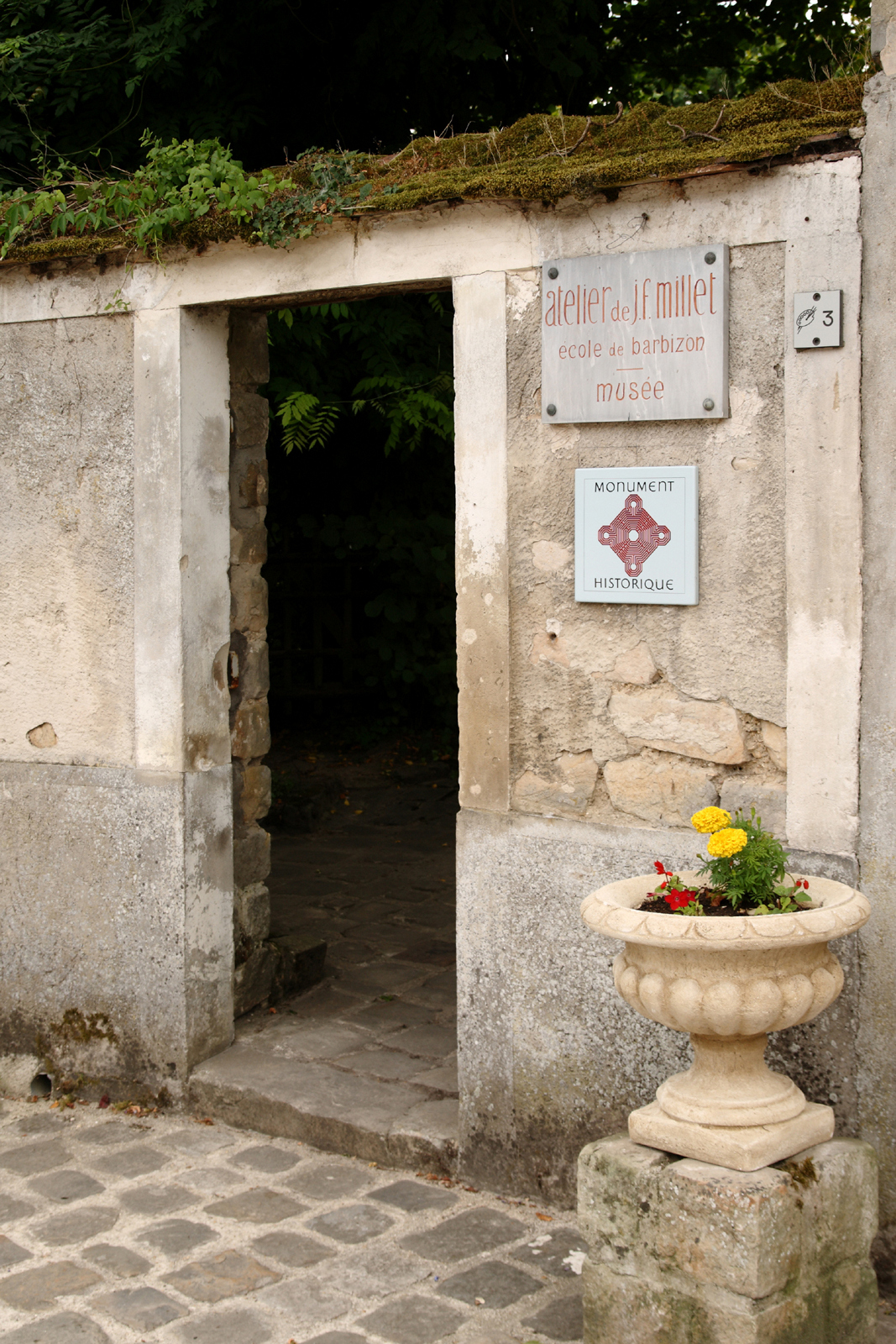
Panneau à l'entrée signalant la protection, photographié en août 2013.

L'atelier fait l'objet d'une inscription au titre des monuments historiques par arrêté du 1er octobre 1947.